# Julia Boutros
Pour les articles homonymes, voir Boutros.
Julia Boutros (en arabe : جوليا بطرس), née le 1er avril 1968 à Beyrouth, est une chanteuse libanaise.

## Biographie
Née le 1er avril 1968 à Beyrouth, Julia Boutros est libanaise de confession chrétienne maronite et de mère arménienne née en Palestine. 
Elle a chanté dans la chorale des écoles des Sœurs Rosaires où elle a suivi ses études. À douze ans, elle a enregistré sa première chanson, en français, À maman dans le studio d'Elias Rahbani que lui a présenté Fouad Fadel, son professeur de musique. À quatorze ans, elle a lancé son premier album intitulé C'est la vie écrit et composé par Elias Rahbani. À dix-sept ans, elle a chanté sa célèbre chanson Ghabet chams el haq composée par son frère Ziad qui, depuis lors, l'accompagne dans sa carrière et compose la plupart de ses chansons. Mais sa chanson la plus populaire reste la chanson Wein Al Malayeen qui antagonise les Israéliens en appelant au combat contre les « fils de Sion ».
Parmi les albums de Julia Boutros, citons, outre Ghabet chames el haq (1991), Wayn msâfer (1992), Hikayet `atab (1993), Ya Ossass (1994), El Qarâr (1996), Shi Gharîb (1998), Bissarâha (2001), La b'ahlâmak (2004) et Et`awwadna `alayk (2006).
Le 11 octobre 2006, Julia annonce la sortie de son album Ahibbâ'i où elle met en chanson, sur une musique composée par Ziad Boutros, l'un des discours de Hassan Nasrallah, secrétaire-général du Hezbollah. Les paroles de la chanson ont été adaptées par le poète Ghassan Matar (ar) du texte d'une lettre de Hassan Nasrallah aux combattants du Sud-Liban pendant le conflit de juillet 2006. Les bénéfices de la vente de l'album, qui atteignirent les trois millions de dollars, ont été consacrés aux familles des militants du Hezbollah morts lors du conflit. En plus de son soutien pour le Hezbollah, elle a également apporté un soutien aux groupes armés palestiniens de la bande de Gaza avec la chanson Al-Haq Silahi (Le droit est mon arme) ainsi qu'au président syrien Bachar el-Assad.

## Vie privée
Elle est l'épouse d'Elias Bou Saab, ministre de la Défense du Liban et vice-président de l'Université américaine de Dubaï (en) avec qui elle a deux enfants. Il est considéré comme un allié du Hezbollah.
Elle est également la sœur du compositeur libanais Ziad Boutros (ar), et de la réalisatrice et scénariste Sophie Boutros.

## Discographie
Albums
- 1982 : C'est la vie
- 1985 : Ghabet Shams El Haq
- 1987 : Wain Msafer
- 1989 : Haflet Sour
- 1991 : Hikayet Ataba
- 1994 : Kosass
- 1996 : Al Kharar
- 1998 : Shi Gharib
- 2001 : Bisaraha
- 2004 : La B'ahlamak
- 2006 : Ta'awadna Aleik
- 2010 : Live au Casino du Liban (+DVD)
- 2012 : Yawman Ma
- 2012 : Miladak
- 2014 : Hikayat Watan

## Décoration
- Officier de l’Ordre du Cèdre du Liban (2007)[3].